# 체계적 둔감화
점진적 노출 요법으로도 알려진 체계적 둔감화(Systematic desensitization)는 남아프리카 정신과 의사 조셉 볼프(Joseph Wolpe)가 개발한 행동 요법의 한 유형이다. 이것은 임상 심리학 분야에서 많은 사람들이 역 조건형성같은 고전적 조건형성의 조절을 기반으로하는 공포증 및 기타 불안 장애를 효과적으로 극복하고 인지 행동 접근과 그 응용 행동 분석의 동일한 요소를 공유하도록 도와준다. 행동주의적 접근에서 행동 분석가가 사용하는 경우, 내적 행동으로서의 불안 위계 목록을 기록해보고 이를 통해 내현적 조절(Covert conditioning)과  외적 행동으로서의 호흡조절이나 신체의 물리적 이완등을 통한 과도한 반응 조절을 시도하는 반작용 원칙을 통합하므로 이러한 맥락에서 근본적으로 행동주의를 기반하기도 한다. 그러나 인지 심리학 관점에서 인지와 감정은 운동 행동을 유발하는 메커니즘을 공유하는 부분을 전제한다.

## 예
클라이언트는 뱀의 공포증 때문에 도움을 받기 위해 접근할 수 있다. 상담자는 다음 세 단계의 체계적인 둔감화를 사용하여 클라이언트를 돕는 방법이다.
-불안 자극 계층 구조를 설정한다. 상담자는 환자에게 두려움 계층을 식별하도록 요청함으로써 시작할 수 있다. 이 두려움 계층은 뱀에 대한 다양한 수준의 노출에 대한 상대적 불쾌감을 나열한다. 예를 들어 뱀 그림을 보면 살아있는 뱀이 자신의 주위에서 우글대고 자신을 기어오르는 것과 비교하여 낮은 두려움 등급을 이끌어 낼 수 있다. 후자의 시나리오는 두려움 계층에서 보다 높아질 것이다.
-대처 메커니즘 또는 양립 응답을 습득할 수 있다. 상담자는 클라이언트와 협력하여 명상 또는 심근 이완 반응과 같은 적절한 대처 및 양립응답의 기법을 배우게된다.
-자극을 호환되지 않는 양립하는 응답 또는 대처 방법에 연결한다. 클라이언트는 이전 단계에서 제시된 깊은 이완 기술(즉, 점진적 근육 이완)을 활용하면서 불쾌한 수준의 두려움 자극을 최저에서 최고로 제시해 나간다.
뱀 공포증을 돕는 심상 자극의  상상(imagination) 및 심상 진행(imagined progression)은 다음과 같을 수 있다.
불안 위계 목록 -  1. 뱀 그림 ,  2. 근처 방에 있는 작은 살아있는 뱀 , 3. 입을 벌리고 혀를 내미는 살아있는 커다란 뱀 4. 뱀이 자신의 주위에서 우글대고 자신을 기어오를 수 있는 상황
상상되는 진행의 각 단계에서, 환자는 이완 상태에 있는 동안 자극에 노출되어 공포나 불안에 보다 더 민감하지 않은 경험을 하게 된다. 두려움의 계층 단계가 점차 진행되면서 클라이언트는 불안이 점차 강도가 높아지지 않도록 다룰 수 있게된다.
전문가들은 근육의 예에서처럼 근육의 긴장과 이완의 시간적 양적 양립의 대비는 이러한 심리학적 그리고 결과적으로 효과를 효율적이게 하며 따라서 이완을 통해 차분해지는 느낌만큼이나  실질적인 긴강감의 강도 역시 중요하다는 점을 언급한다.

## 이완훈련
이완훈련(弛緩訓鍊)은 근육이나 신경의 긴장을 이완시키기 위한 치료법으로 행동 수정 이론에서 도입한 것으로 특히 조셉 볼프(Joseph Wolpe)는 행동주의적 접근의 입장에서 신경증, 심신증의 증상을 잘못 학습된 부적응 상태로 보고 이러한 불안 상태를 해소시킬 목적으로 이 훈련을 채택하였다. 제이컵슨(Jacobson)은 체계적 근육 이완을 창안하였고, 이는 심리 치료에서 광범위하게 도입되었다.

## 점진이완훈련
점진이완훈련은 심리 치료에서 광범위하게 쓰는 것으로, 근육 이완 과정을 체계적으로 활용한 이완법이다. 근육의 긴장을 풀면 긴장감이 사라질 수 있다는 전제하에 시작한 것으로, 짧은 시간 안에 이완하는 것을 목표로 한다. 심상훈련이 관련되기도 한다.

## 호흡법
호흡법(呼吸法)은  복식 호흡 따위의 호흡 조정으로 호흡운동(呼吸運動)의 기능을 향상하는 방법으로 이완훈련의 하나이다. 이 경우 복식호흡(腹式呼吸)은 복근을 한 번 폈다 다시 오므렸다하는 이완과 긴장을 행할 때 가로막의 신축에 의존하는 호흡을 가리킨다.

## 같이 보기
- 로젠버그 자존감 척도
- 레스콜라-와그너 모델
- 노출-반응방지